# Eoscyllina rufitibialis
Eoscyllina rufitibialis är en insektsart som beskrevs av Li, T., H. Ji och R. Lin 1985. Eoscyllina rufitibialis ingår i släktet Eoscyllina och familjen gräshoppor. Inga underarter finns listade i Catalogue of Life.